# Kluki (Pommeren)

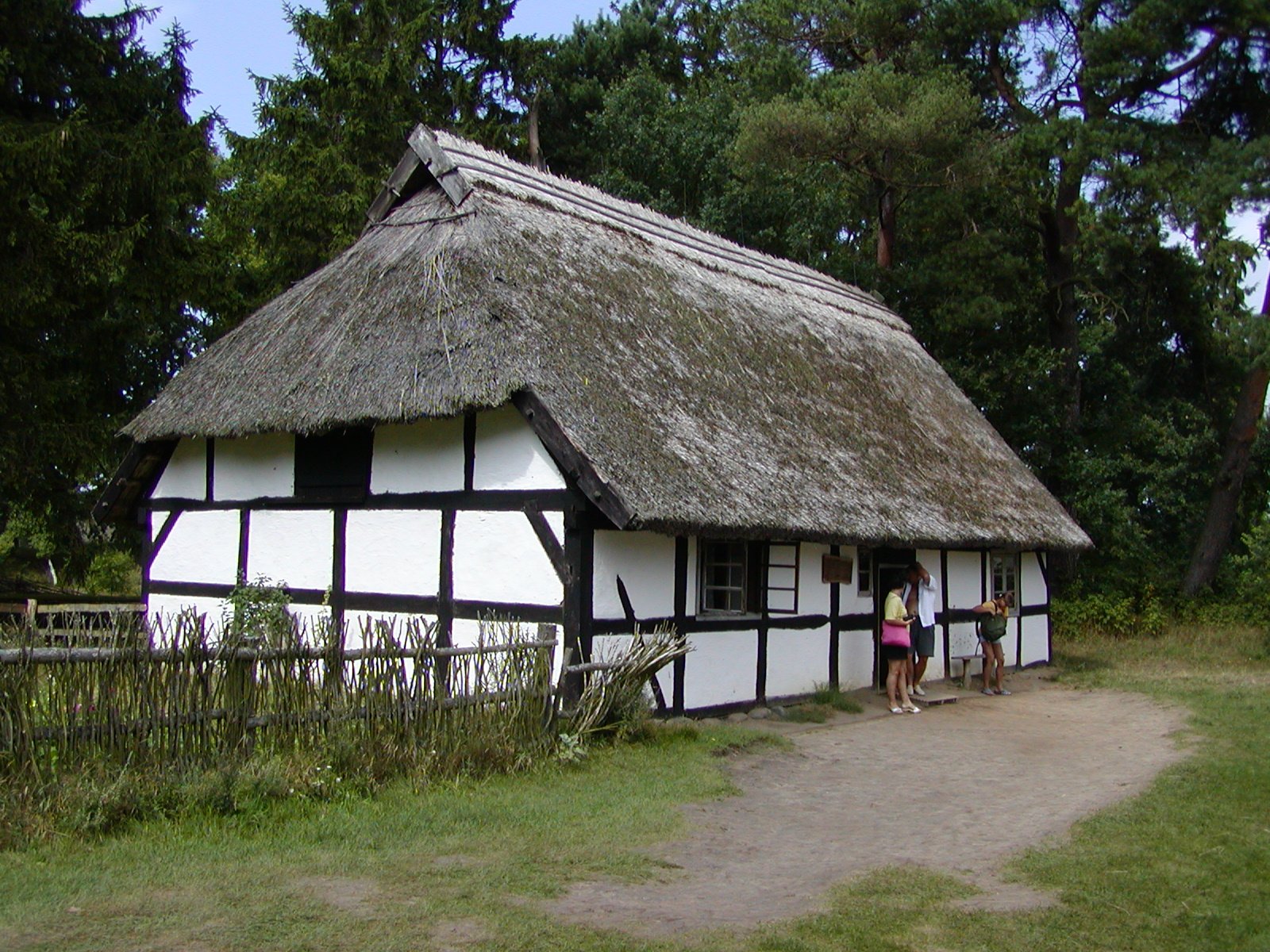
Openluchtmuseum in Kluki

Kluki is een dorp in de Poolse woiwodschap Pommeren. De plaats maakt deel uit van de gemeente Smołdzino en telt 90 inwoners.
Kluki werd gesticht door de Slovinzen en beschikt over een openluchtmuseum, Muzeum Wsi Słowińskiej (Museum van het Slovinzische Dorp), een divisie van het Muzeum Pomorza Środkowego w Słupsku (Midden-Pommeren Museum in Słupsk).